# Acula
Acula là một đô thị thuộc bang Veracruz, México. Năm 2005, dân số của đô thị này là 4732 người.